# Arabba
Arabba (Rèba w j. ladyńskim) – miejscowość w gminie Livinallongo del Col di Lana (Włochy) w prowincji Belluno. Leży na wysokości 1601 m n.p.m. u podnóża Przełęczy Pordoi. Jest jednym z głównych zimowych ośrodków turystycznych Dolomitów. Znajduje się tu również stacja meteorologiczna.
Arabba leży w pobliżu źródła rzeki Cordevole, kilka kilometrów od przełęczy Pordoi i Campolongo, umożliwiających dojazd do Trydentu (przez Canazei) i do prowincji Bolzano (przez Corvara in Badia).